# Matt Drake
Matthew Spencer Drake (* 6. května 1981 Huddersfield, Spojené království) je anglický hudebník, kytarista a zpěvák thrashmetalové skupiny Evile. Je to starší bratr kytaristy Ola Drakea.
Drake používá kytary Jackson, zesilovače Randall, struny Ernie Ball a snímače Seymour Duncan.

## Vliv
Drake uvádí jako své oblíbené zpěváky Jamese Hetfielda, Toma Arayu, Warella Danea a Freddieho Mercuryho a oblíbené kytaristy jako Hetfielda, Kirka Hammetta, Slashe, Briana Maye a Alexe Skolnicka.